# كارولا هيكس
كارولا هيكس (بالإنجليزية: Carola Margaret Hicks)‏ هي مؤرخة الفن بريطانية، ولدت في 7 نوفمبر 1941 في بونكور رجيس ‏ في المملكة المتحدة، وتوفيت في 23 يونيو 2010.